# Morchella semilibera
Pour la gyromitre, parfois appelée morillon au Canada, voir Gyromitra esculenta. Pour les autres significations, voir Morillon.
Morillon, Morille à moitié libre
Espèce
Morchella semilibera, le Morillon ou Morille à moitié libre, est une espèce de champignons ascomycètes de la famille des Morchellaceae. Il est caractérisé par sa profonde vallécule, en effet, le pied est connecté au niveau de la moitié du chapeau, rentrant à l'intérieur et rendant la moitié inférieure pendante "libre". C'est un champignon printanier assez commun qui pousse dans les endroits humides. Comme toutes les Morilles, c'est un comestible réputé, qui est toxique cru ou mal cuit.

## Taxonomie
Le nom scientifique complet (avec auteur) de ce taxon est Morchella semilibera DC..

### Synonymes
Morchella semilibera a pour synonymes :
- Helvella hybrida Sowerby
- Mitrophora hybrida (Sowerby) Boud.
- Mitrophora rimosipes (DC.) Anon.
- Mitrophora rimosipes (DC.) Lév.
- Mitrophora semilibera (DC.) Lév.
- Mitrophora semilibera f. acuta (Velen.) Svrek, 1977
- Mitrophora semilibera f. acuta (Velen.) Svrček
- Mitrophora undosa (Batsch) Lév., 1846
- Morchella acuta Velen.
- Morchella favosa L.Marchand
- Morchella hybrida Pers.
- Morchella patula subsp. caroliniana Schwein.
- Morchella patula var. semilibera (DC.) S.Imai
- Morchella rimosipes DC.
- Morchella undosa (Batsch) Pers., 1801
- Morilla rimosipes (DC.) Quél.
- Morilla semilibera (DC.) Quél.
- Morilla semilibera var. rimosipes (DC.) Quél.
- Phalloboletus gigas P.Micheli, 1729
- Phalloboletus rimosipes (DC.) Kuntze

### Phylogénie

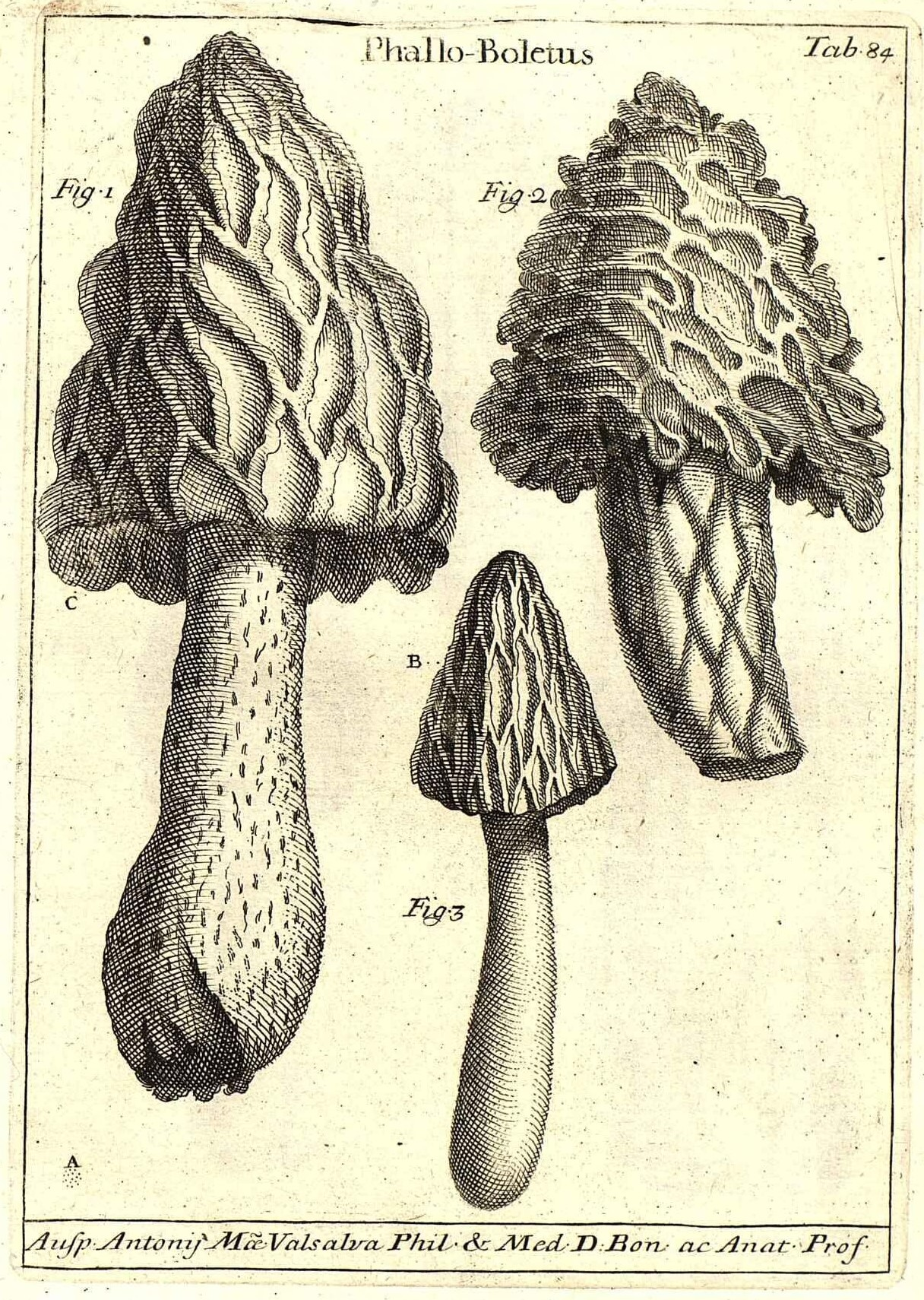
Illustration de 1729 par Micheli. D'après Batsch :
1 - Phallus gigas ;
2 - Phallus undosus ;
3 - Phallus rete.

L'une des premières descriptions scientifiques remonte à la première moitié du XVIIIe siècle, avant la généralisation de la nomenclature binominale en botanique. Dans son ouvrage publié en 1729 Nova plantarum genera, Pier Antonio Micheli décrit trois formes dont il fournit une illustration détaillée. Il les attribue au genre Phallo-boletus, qu'il caractérise par le fait que la marge de l'apothécie est libre du stipe, contrairement au genre Boletus où cette même marge est directement connectée.  Il est communément admis aujourd'hui qu'il s'agissait en réalité de trois variations phénotypiques d'un même taxon. En 1783, le botaniste allemand August Batsch donne un nom binominal à chaque figure de Micheli : Phallus gigas (fig. 1), Phallus undosus (fig. 2) et Phallus rete (fig. 3).
Indépendamment de ces premières descriptions, au moins trois autres noms apparaissent dans les années suivantes : Phallus crassipes, par Étienne Pierre Ventenat (1799), Helvella hybrida, par James Sowerby (1799), et enfin Morchella semilibera par Augustin Pyrame de Candolle (1805). Sous la dénomination française de « Morille à moitié libre », ce dernier en donne la description suivante :

« Cette espèce ressemble à la morille comestible, mais son pédicule est plus alongé et creusé d'un manière plus décidée ; son chapeau est conique, aminci à l'extrémité, creusé de sillons alongés et adhérens au pédicule par sa moitié supérieure seulement : elle a été trouvée dans les bois des environs de Paris. »

Dans le deuxième volume (1822) de son ouvrage Systema Mycologicum, considéré comme le point de départ de la nomenclature mycologique, Elias Magnus Fries établit les premières synonymies entre ces noms précoces. Il valide ainsi Morchella crassipes (d'après Ventenat), Morchella semilibera (d'après de Candolle, et synonyme de Phallus rete et Helvella hybrida), Morchella gigas et Morchella undosa (d'après les deux autres figures de Micheli et les noms de Batsch).

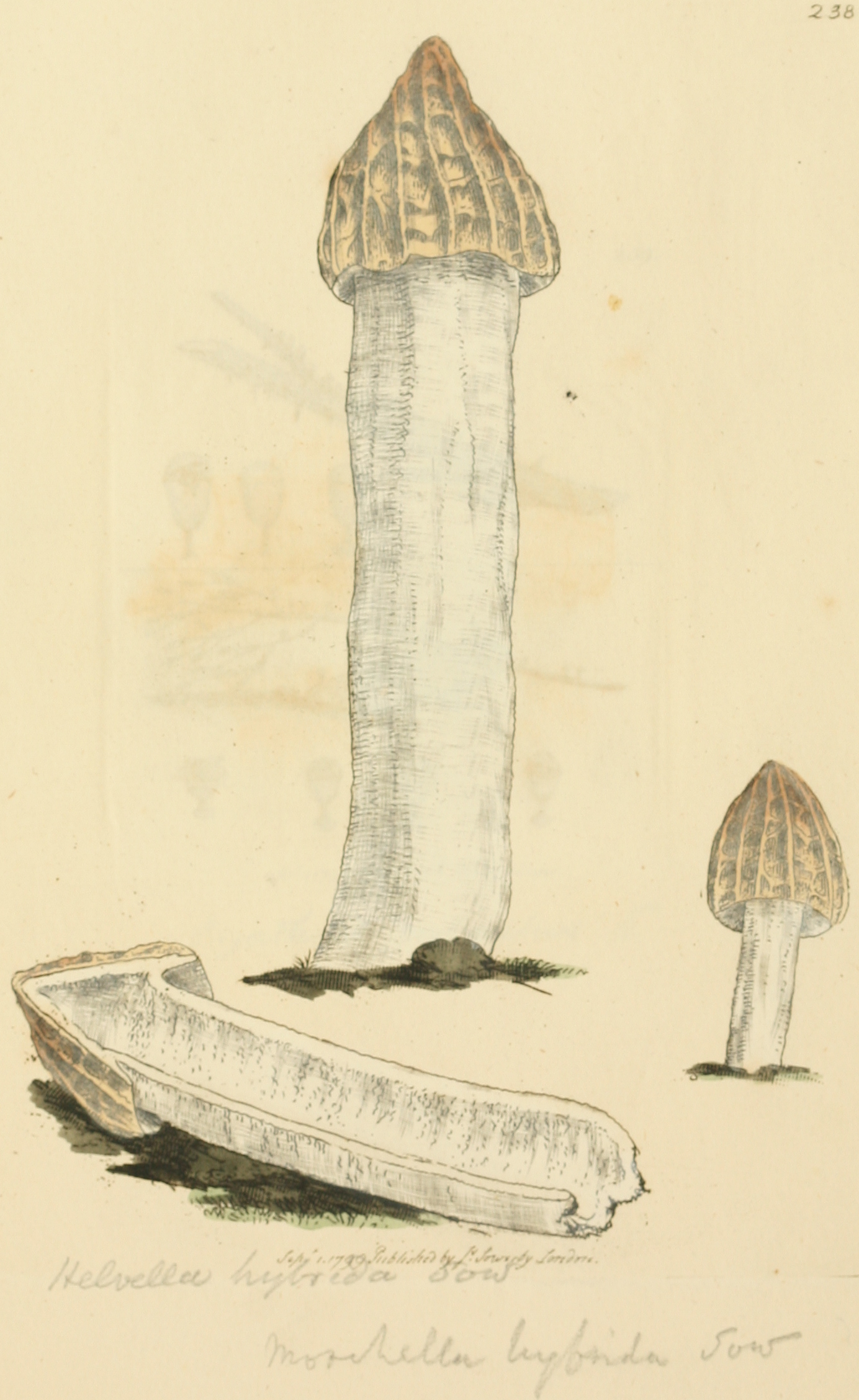
Helvella hybrida dans la description originale de Sowerby en 1799.

En 1846, le mycologue français Joseph-Henri Léveillé propose de transférer la Morille à moitié libre dans son propre genre, Mitrophora, mais la nouvelle combinaison Mitrophora semilibera reste peu utilisée. En revanche, l'épithète spécifique hybrida (d'après Sowerby) continue d'apparaître en vertu du principe d'antériorité, avant d'être finalement abandonnée à la fin du XXe siècle au motif que les noms sanctionnés par Fries ont la priorité. Si les noms Morchella gigas et Morchella undosa tombent en désuétude, celui de Morchella crassipes est réinterprété en 1834 par Julius Vincenz von Krombholz comme une grosse morille charnue, dont la marge est connectée au stipe. Cette interprétation a été suivie par la plupart des chercheurs depuis.
À partir de 1993, Morchella gigas est ravivé, car considéré à la fois comme antérieur à Morchella semilibera et sanctionné par Fries. Une révision globale du genre Morchella de 2012 l'utilise comme incluant M. semilibera, M. crassipes, M. undosa et leurs synonymes respectifs. En réponse à cette fusion, une proposition est faite en 2014 pour la conservation de l'épithète semilibera en se basant sur l'article 14.2. du Code international de nomenclature visant « à conserver les noms qui servent le mieux la stabilité de la nomenclature ». L'argumentaire souligne ainsi l'importance économique du champignon et note que l'épithète gigas (qui signifie « géante », en rapport à la figure n°1 de Micheli) s'applique difficilement à la plus petite et la plus fragile des morilles européennes. Comme aucun matériel connu n'est associé à la description initiale de De Candolle, un néotype pour Morchella semilibera est associé à la proposition. Il a été collecté sous Frêne élevé (Fraxinus excelsior) en 2011 à Saint-Maximin (Oise) et correspond ainsi à la description « dans les bois des environs de Paris ».
Les études phylogénétiques du XXIe siècle ont par ailleurs permis de préciser l'histoire évolutive du genre Morchella, dont on distingue trois clades. le premier, basal, aurait divergé au Jurassique supérieur. Les deux autres se seraient séparés au début du Crétacé, il y a environ 125 ma, et sont nommés Esculenta (les « morilles jaunes », dont l'espèce type Morchella esculenta) et Elata (les « morilles noires »). L'appartenance de Morchella semilibera à ce dernier rend caduque la séparation dans un autre genre, mais le nom Mitrophora semilibera reste valide pour certaines bases de données. Les analyses de phylogénétique moléculaire confirment que cette morille s'enracine dans le clade des morilles Elata et donc dans le genre Morchella,,.

### Noms vulgaires et vernaculaires
Du fait de son histoire nomenclaturale compliquée, ce taxon porte plusieurs noms en français. Il est communément appelé par son nom vernaculaire « Morillon, » en Europe. Il porte aussi les noms vulgarisés et normalisés « Morille à moitié libre », « Mitrophore à moitié libre » et « Mitrophore hybride ».
Le terme « morillon » est ambiguë car il s'applique aussi, au Québec, à la Gyromitre (Gyromitra esculenta), ainsi qu'à Morchella punctipes, la « Morille à pied ponctué », représentant la population canadienne issue d'une scission avec Morchella semilibera en 2012.

## Description du sporophore

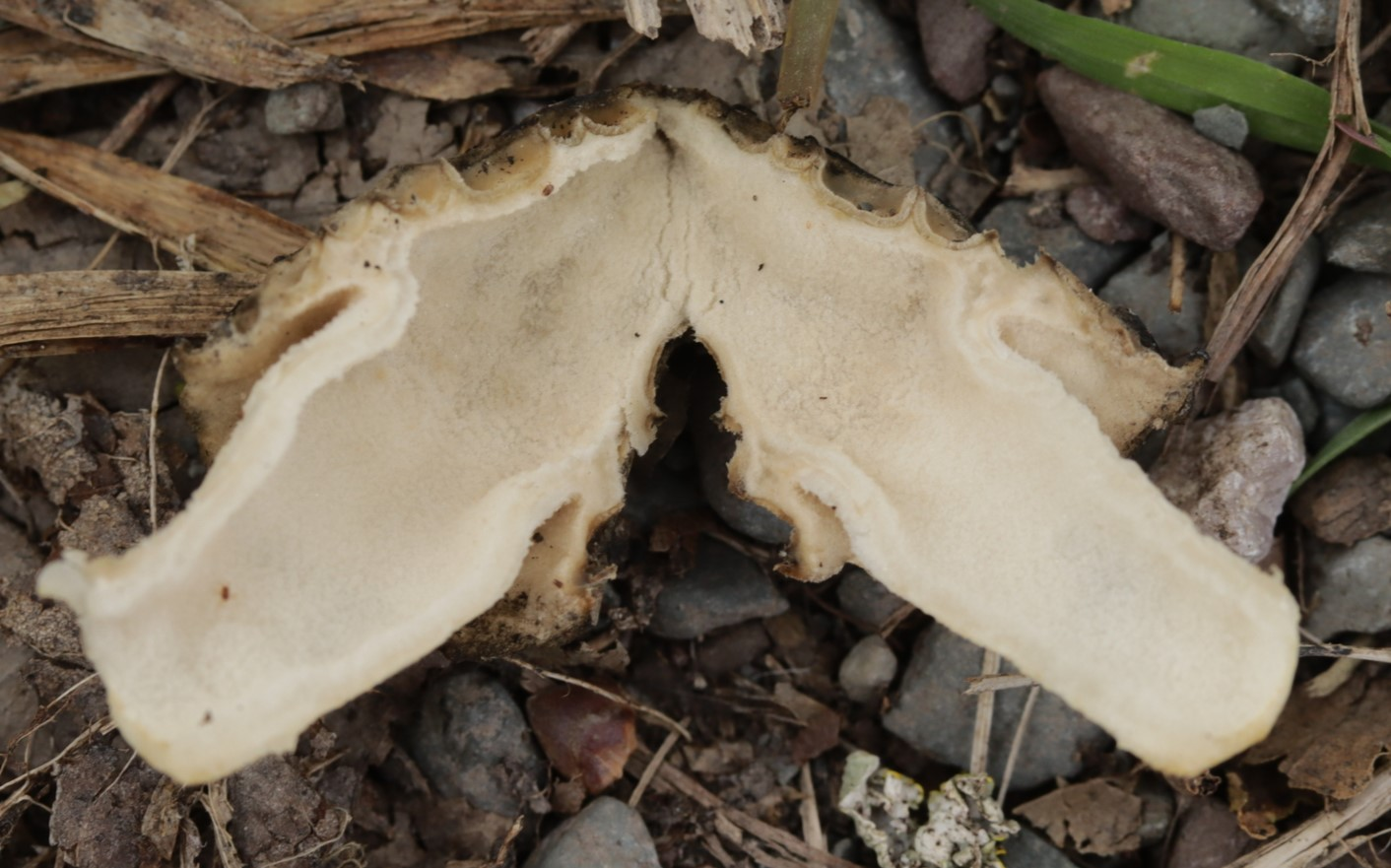
Le pied est connecté plus ou moins au niveau de la moitié du chapeau.

Le chapeau, qui mesure de 3 à 4 cm de haut, est de forme conique irrégulière ou en pyramide aux angles émoussés. Il n'est que partiellement attaché au pied, laissant les bords nettement libres. Il porte des côtes longitudinales, entre lesquelles de petits plis transverses forment un réseau d'alvéoles assez régulières. Sa couleur varie du bistre à l'ochracé en passant par l'olivâtre. 
Le stipe, long de 10 à 15 cm, est creux et plus ou moins peu granuleux en surface, et s'insére à mi-hauteur à l'intérieur du chapeau. Il est d'abord blanchâtre, puis jaunit avec l'âge et devient bosselé et ridé longitudinalement. 
La chair est mince, blanche, puis jaunissante et fragile à maturité. Son odeur est nulle à très faiblement fongique à l'état juvénile, et devient plutôt désagréable et même nauséabonde en vieillissant.

### Caractéristiques microscopiques
Ses spores sont lisses, largement elliptiques, hyalines, mesurant 22-25 x 12-15 µm avec souvent de fines goutelettes externes à chaque extrémité.
Ses asques sont octosporés, non amyloïdes, 250-300 x 17-20 µm. Les paraphyses sont septées, renflées aux extrémités, mesurant jusqu'à 12-14 µm.

## Galerie

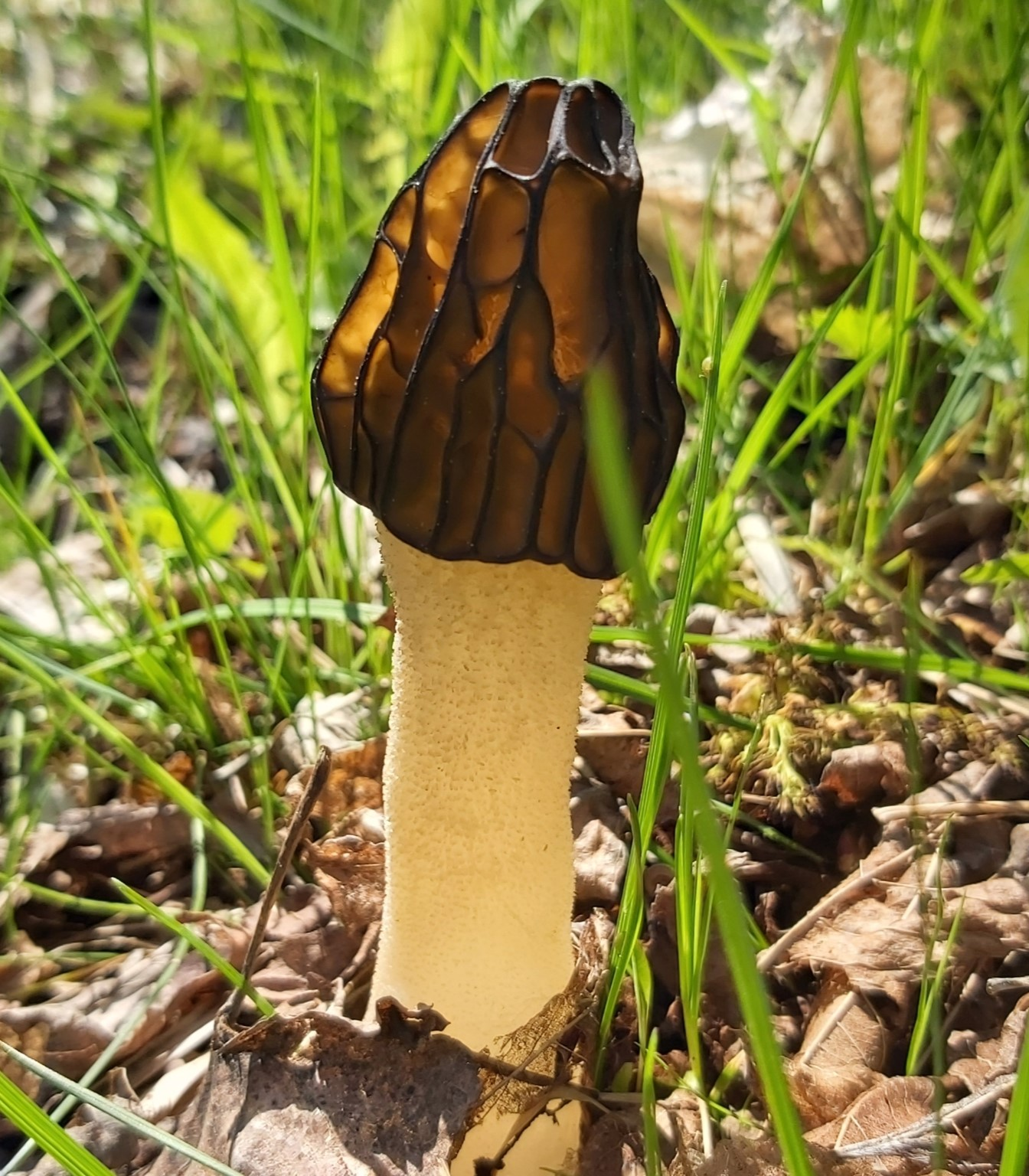
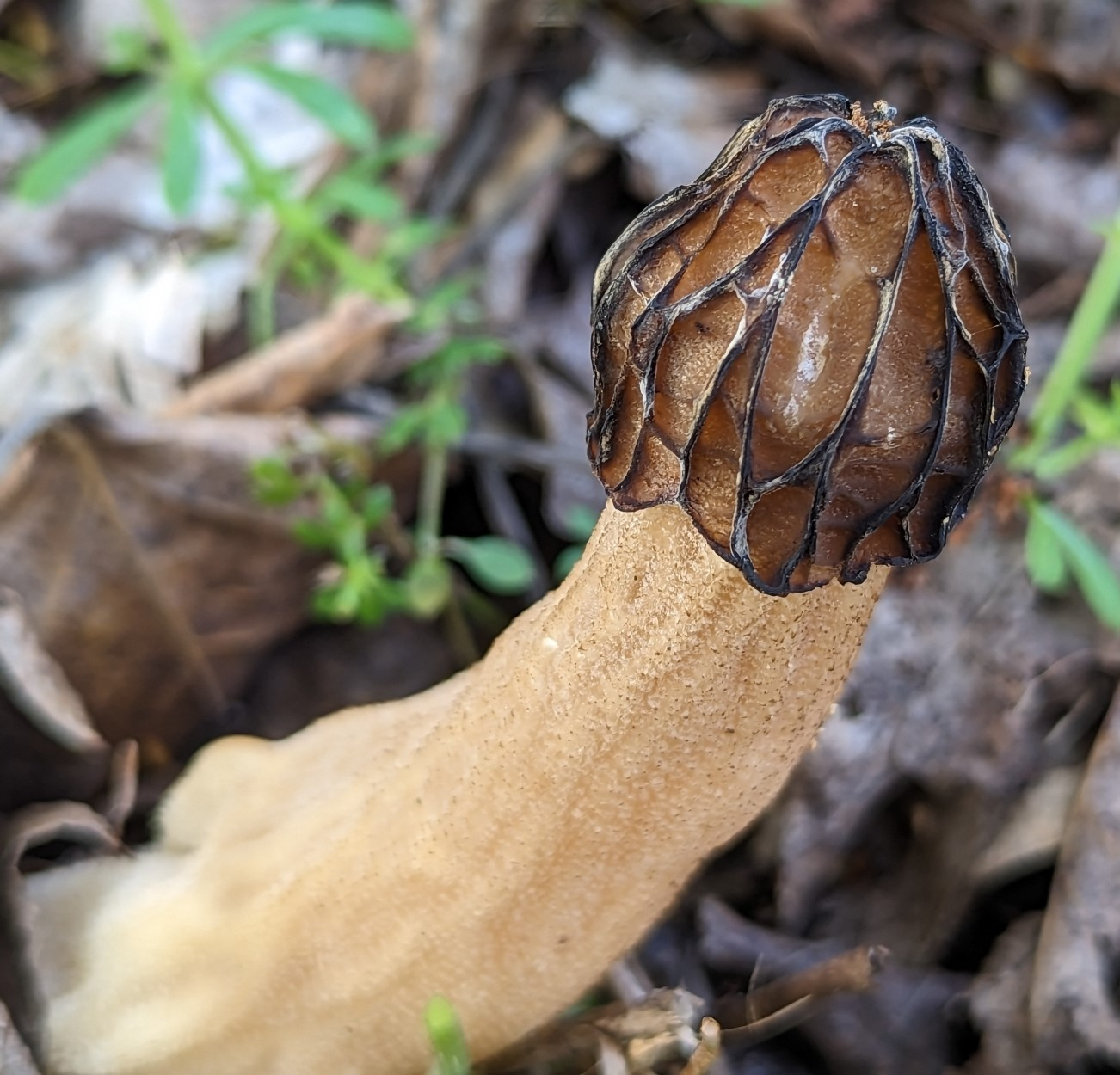
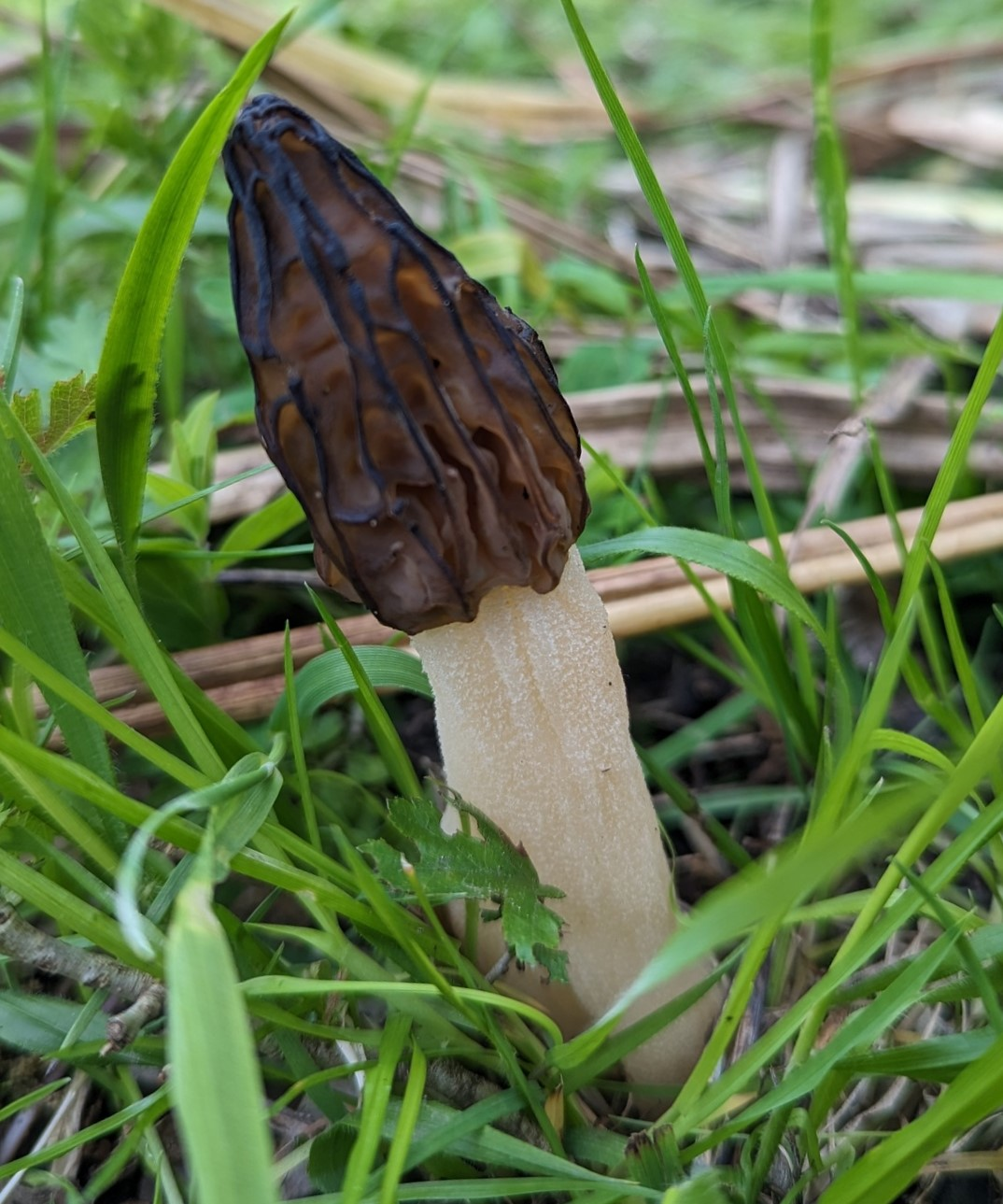
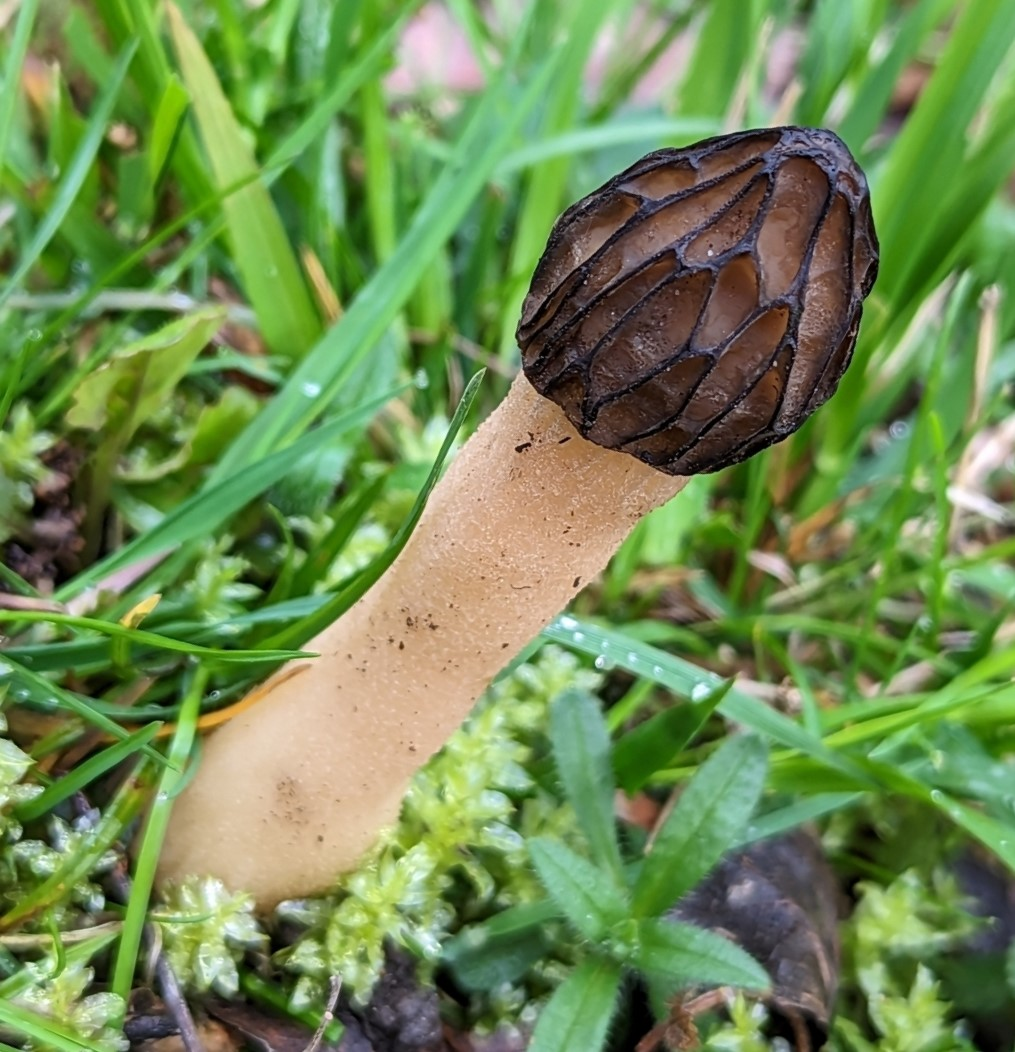
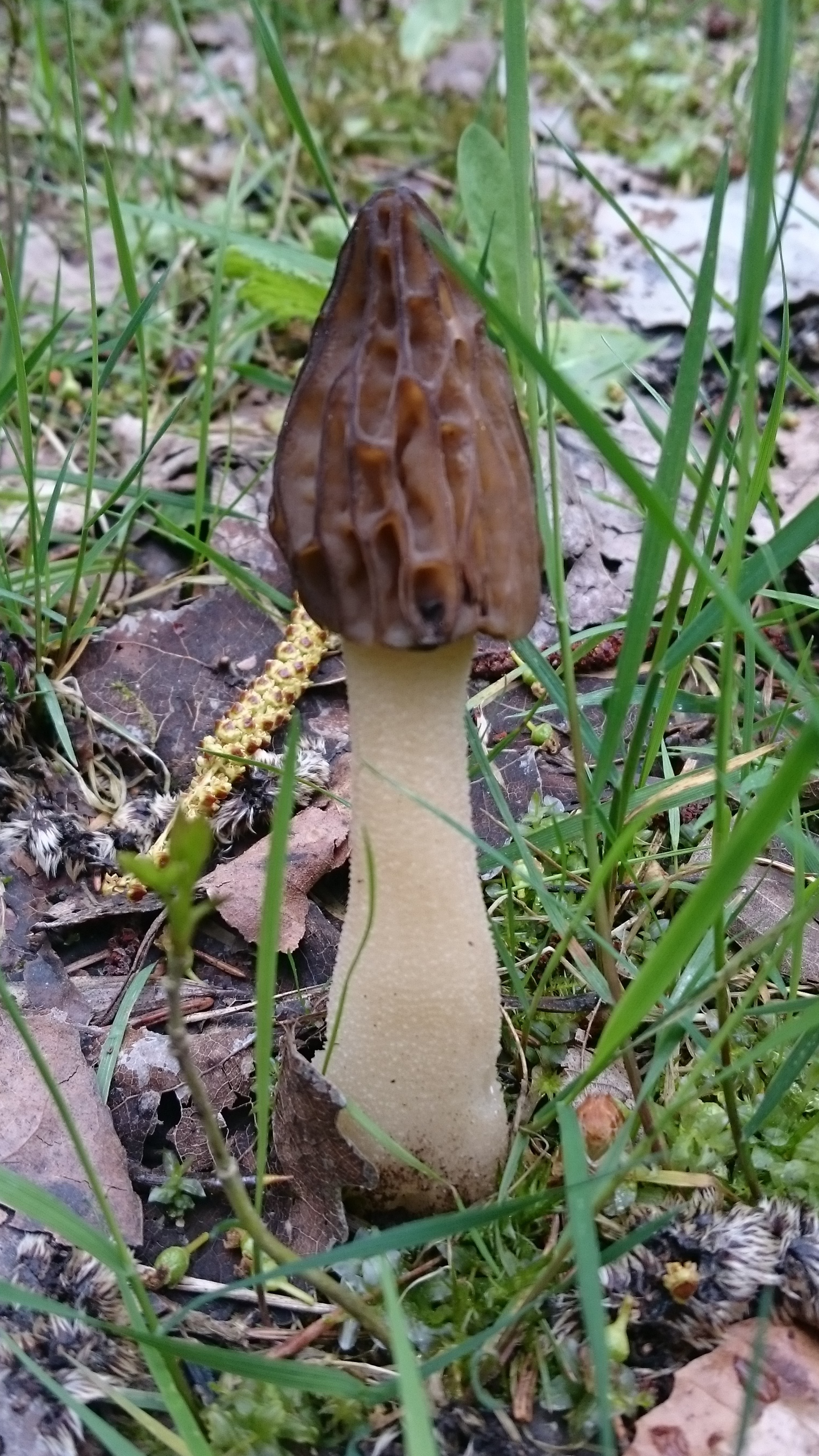
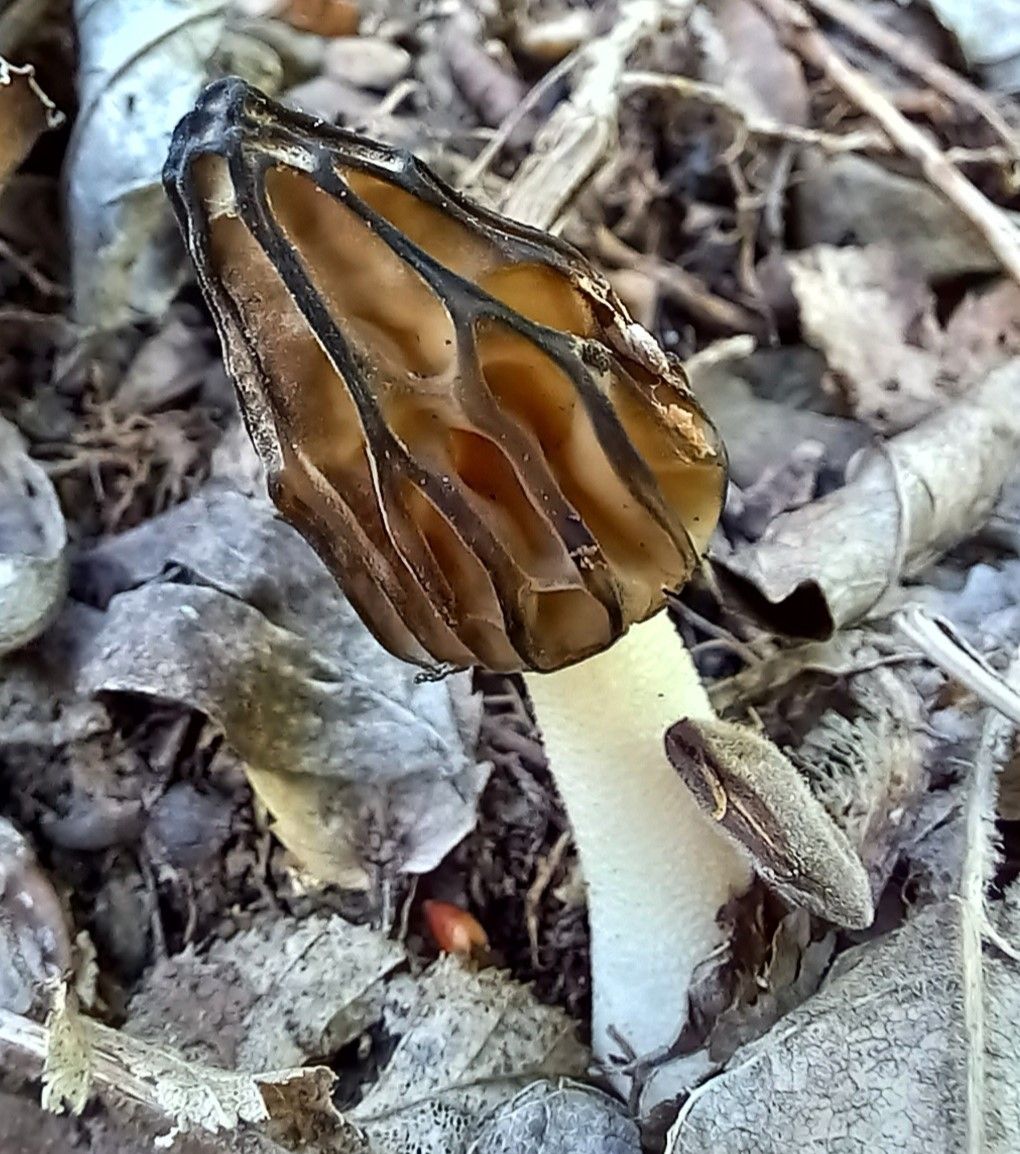
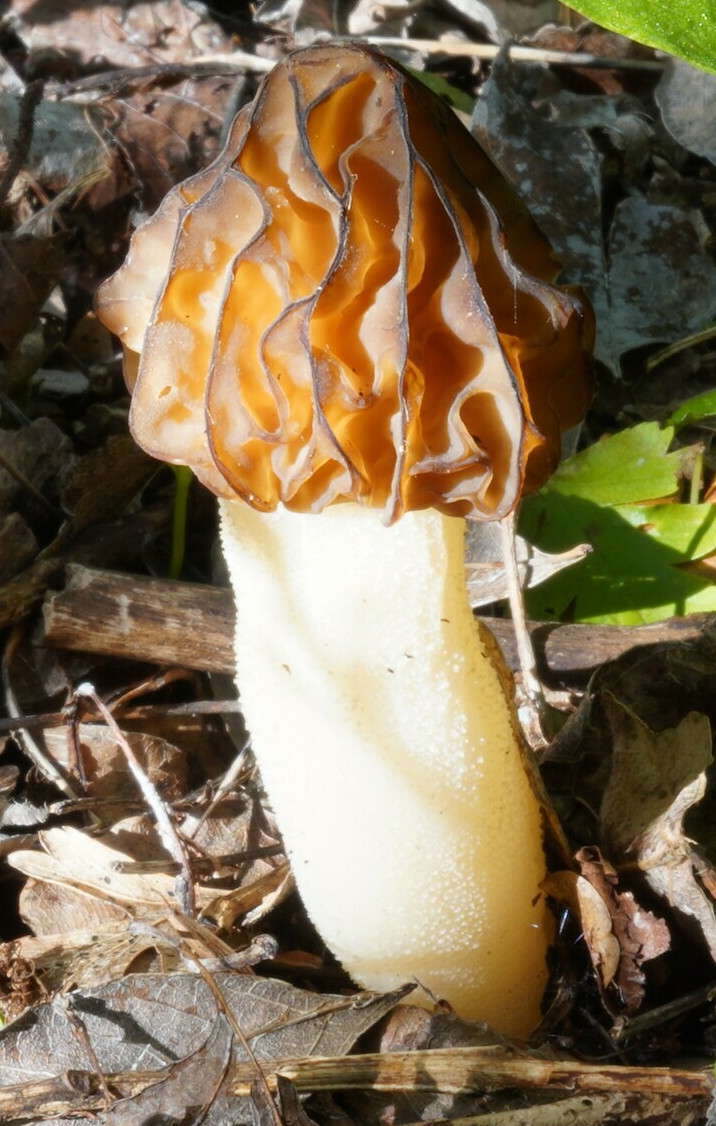
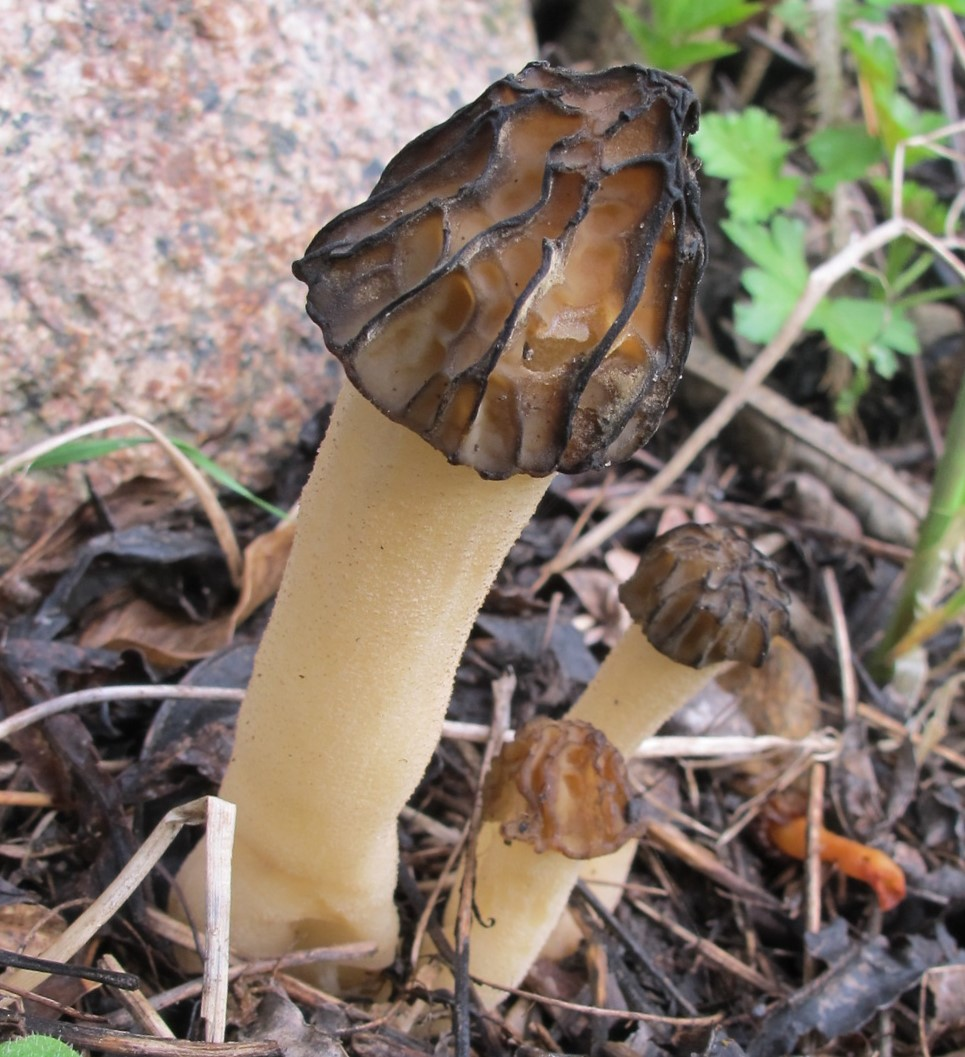
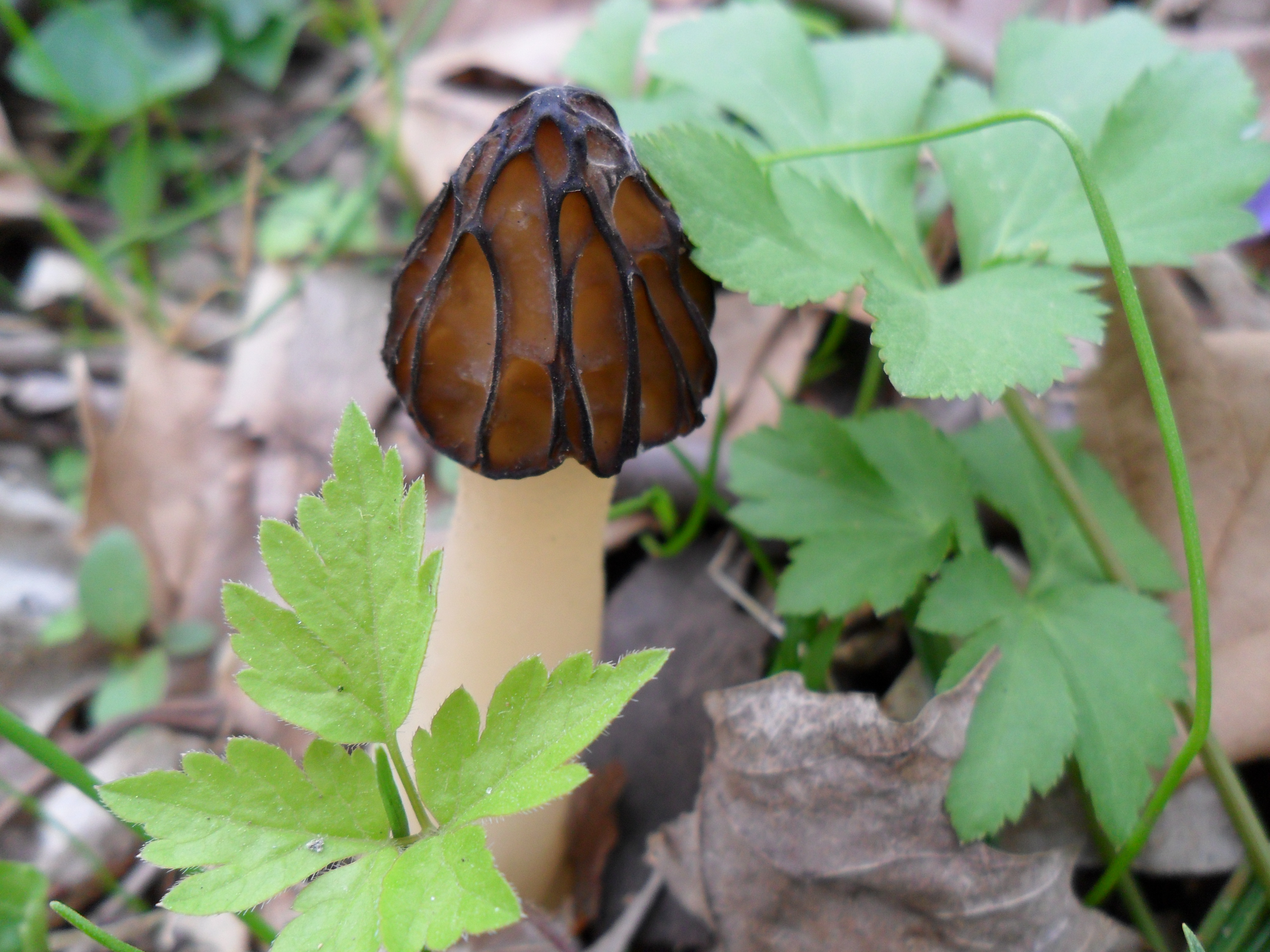
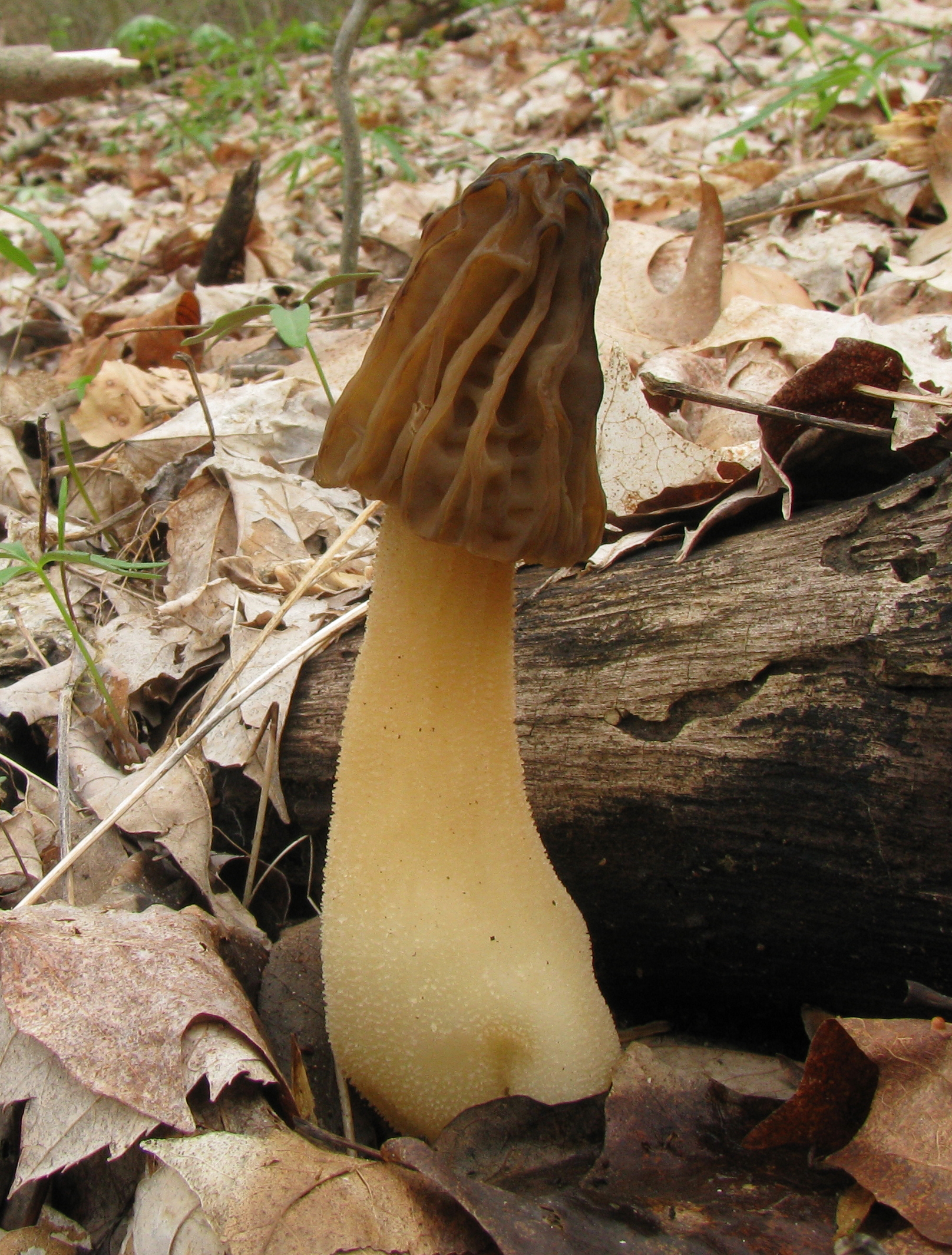
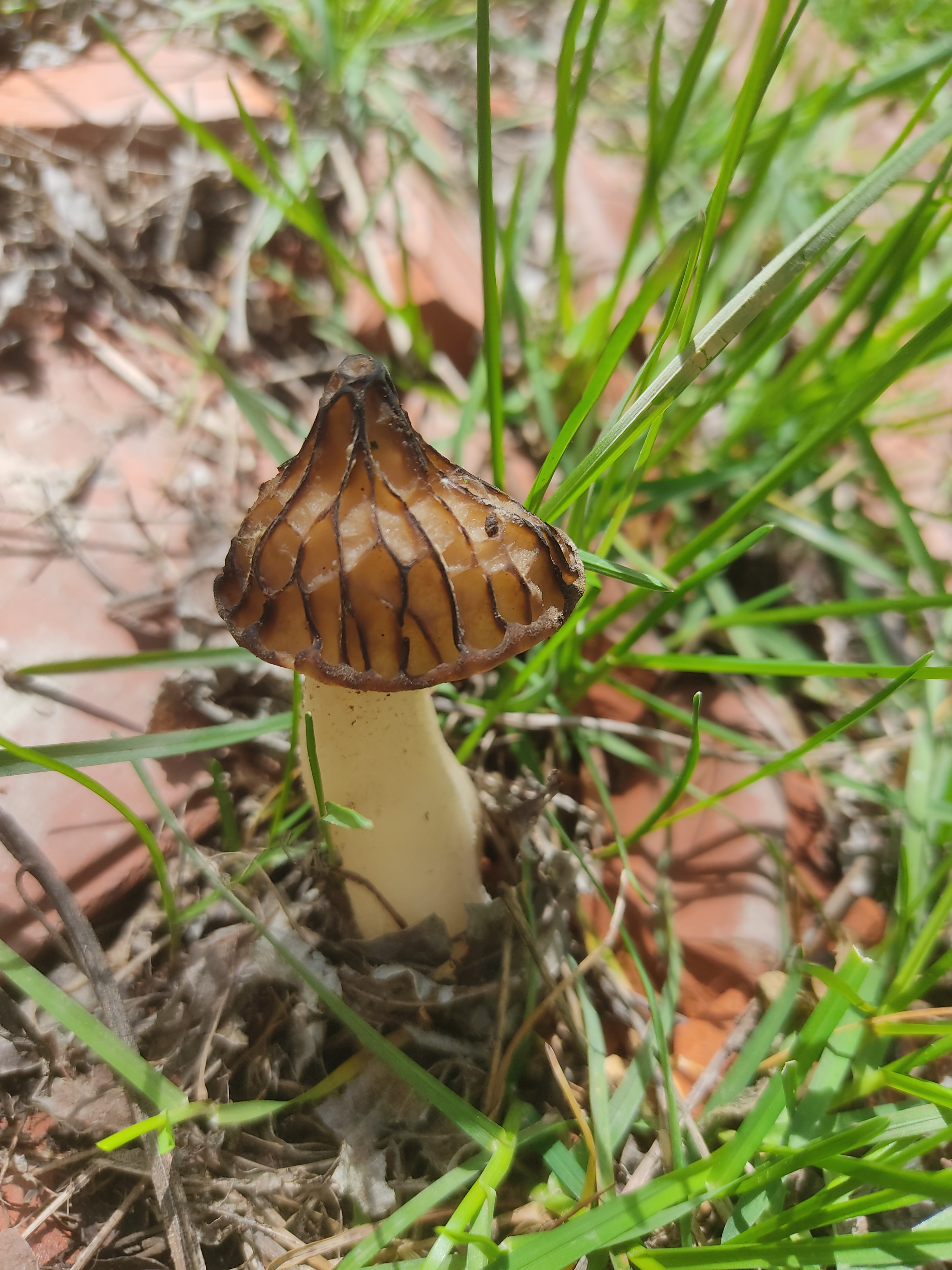
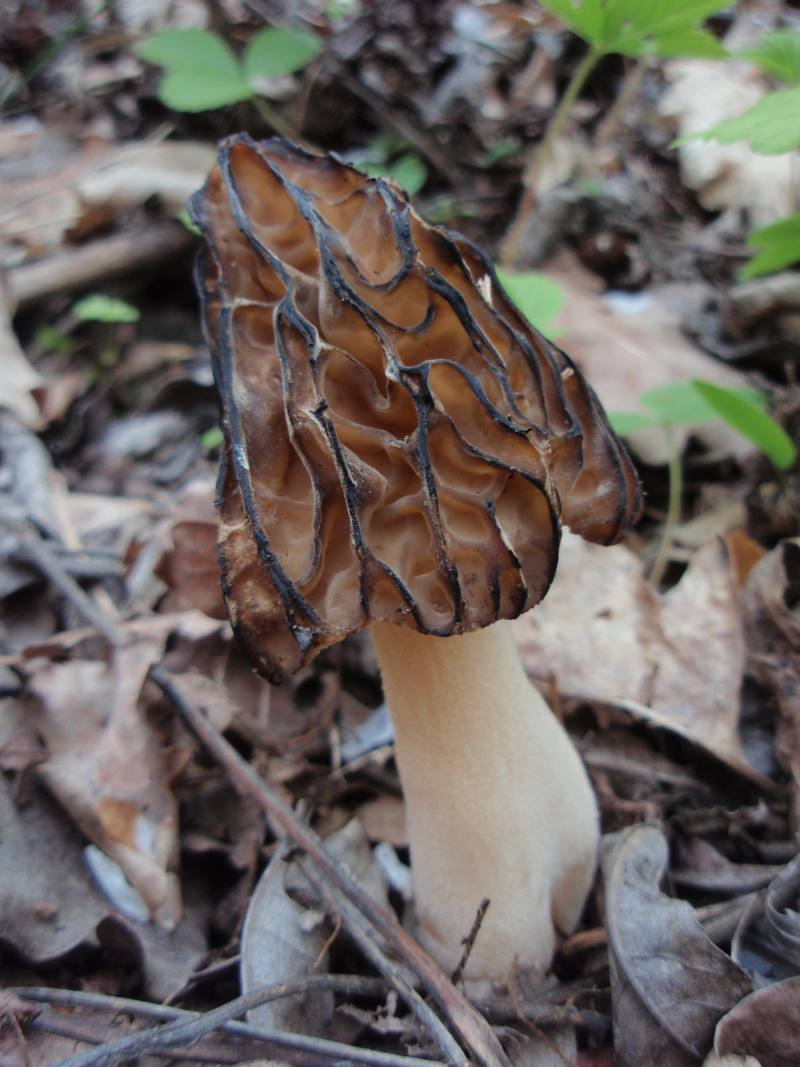
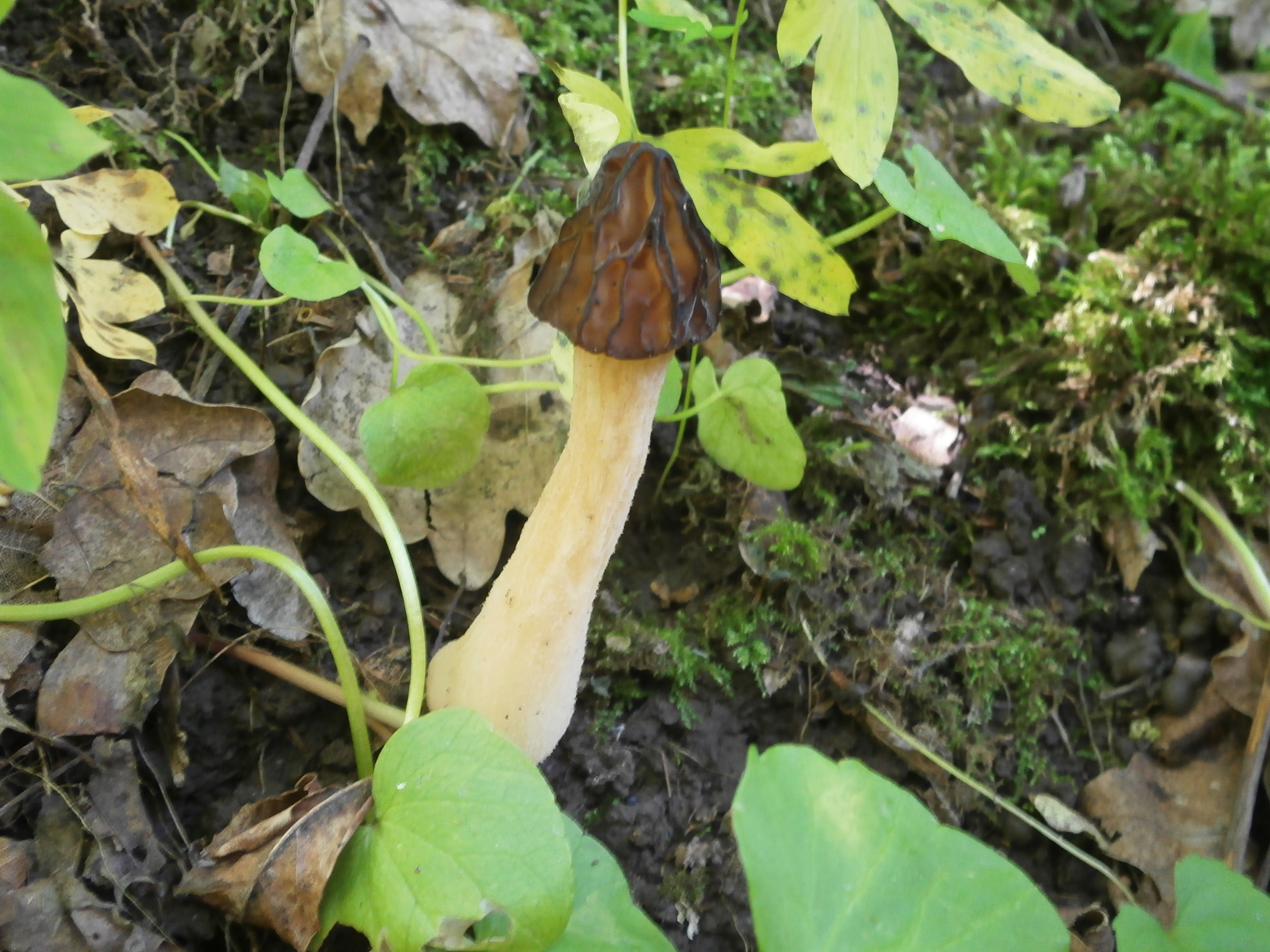
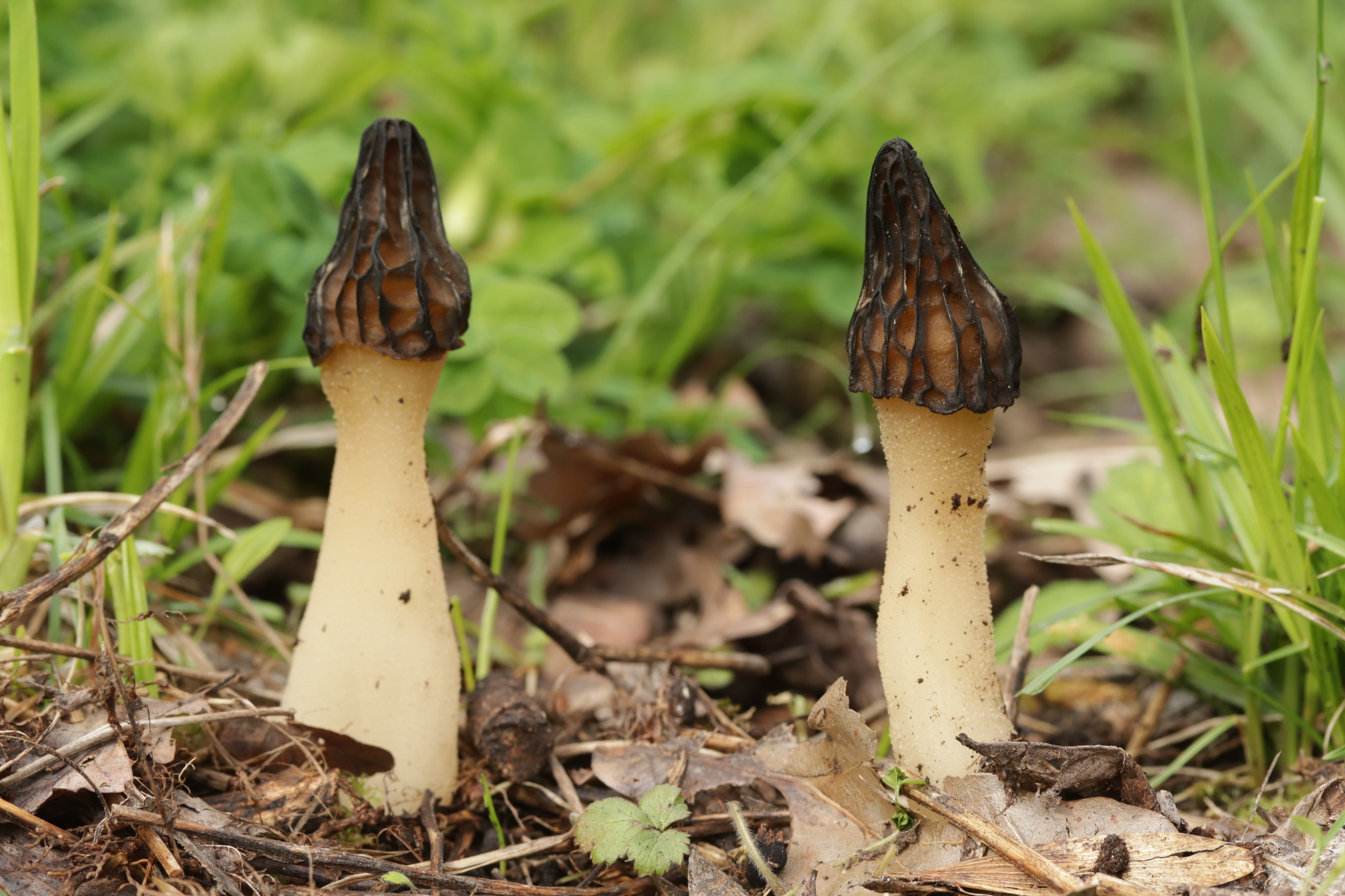
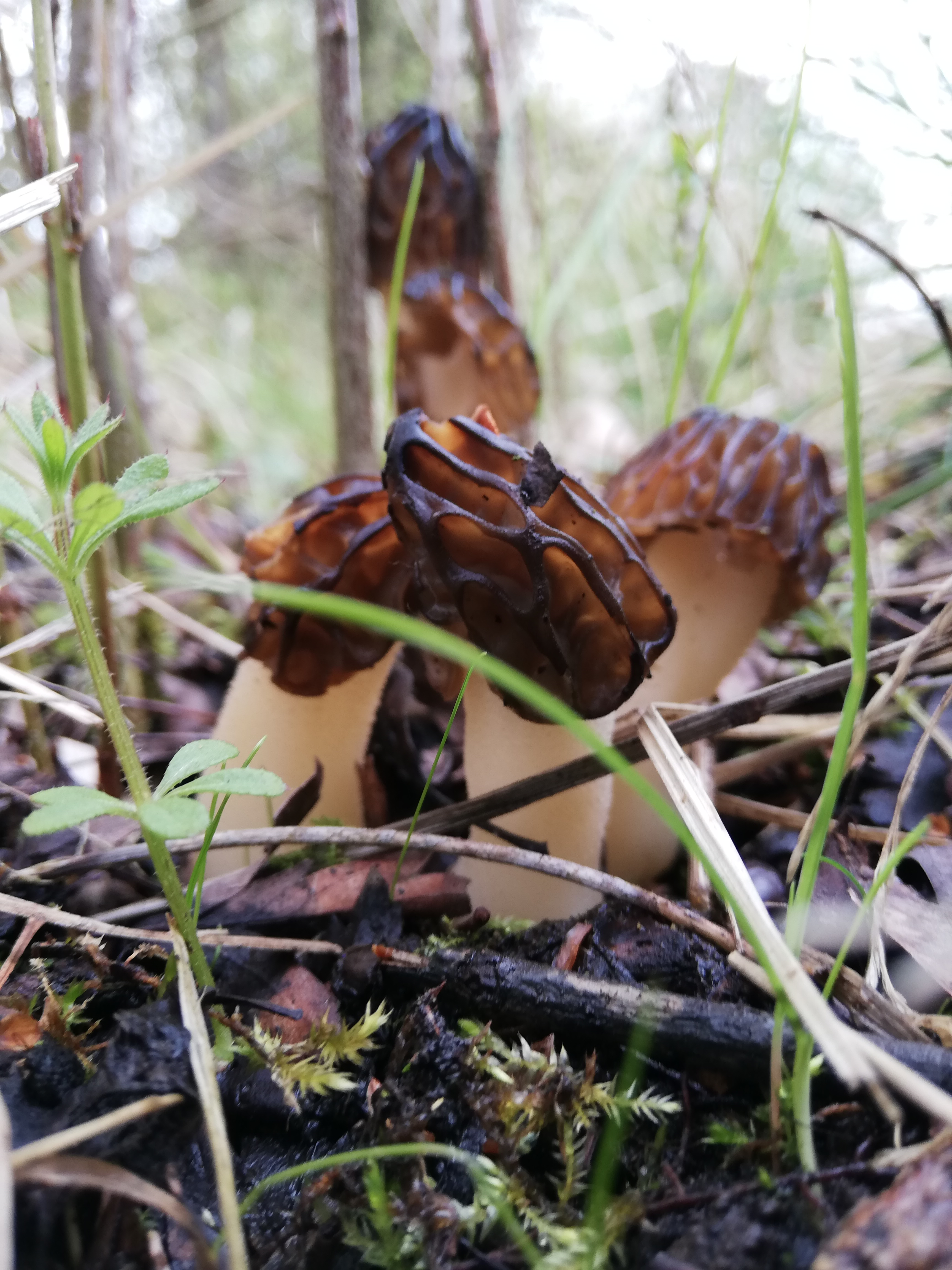

## Écologie et distribution
Le morillon pousse dans les endroits aérés, herbeux et humides, comme les lisières, les taillis et les bords de cours d'eau. Il apparaît souvent sous les peupliers, mais aussi les aulnes et les ormes, ou parfois les conifères. Il est assez commun et fructifie d'avril à mai.
Les analyses phylogénétiques ont montré un strict endémisme des morilles nord-américaines. Le nom Morchella semilibera doit ainsi s'appliquer exclusivement à l'espèce européenne, puisqu'elle a été initialement décrite sur ce continent. Les morilles « à moitié libre » qu'on lui assimilait en Amérique du Nord ont été renommées Morchella punctipes (à l'est) et Morchella populiphila (à l'ouest).

## Comestibilité
Le morillon est un champignon comestible, bien que d'intérêt moindre que les Morilles car peu charnu. Comme toutes les morilles, il ne doit en aucun cas être consommé cru ou insuffisamment cuit. Il contient en effet une toxine entraînant un syndrome hémolytique et urémique (destruction de globules rouges). Une consommation répétée de champignons frais peut aussi provoquer quelques troubles gastriques. En cas de récolte abondante, il est préférable de faire sécher une partie de cette récolte.

## Confusions possibles
Le Morillon peut être confondu avec d'autres Morilles, en effet certaines autres espèces prennent occasionnellement une apparence avec un pied particulièrement élancé telles que la Morille élevée (Morchella elata) ou la Morille empourprée (Morchella purpurascens), mais leurs vallécule n'est jamais si profonde, entre autres. Deux espèces présentes en Espagne, le Morillon ibérique (Morchella iberica) et le Morillon des peupliers (Morchella populiphila), extrêmement ressemblantes au Morillon, ont elles par contre bien une très large vallécule avec un chapeau attaché à sa moitié. Elles pourraient arriver en France durant les prochaines années, surtout sous les plantations de peupliers américains importés. Toutes ces confusions possibles sont sans dangeur, la comestibilité de toutes les Morchella étant identique.
Cependant, l'espèce la plus communément confondue avec le Morillon est la Verpe de Bohème (Verpa bohemica), en particulier lorsque celle-ci est mature ou vieille, ses plis normalement distinctifs prenant alors la forme de veines rappelant beaucoup les alvéoles du Morillon, on notera cependant que le Morillon a un pied granulé alors que la Verpe a un pied lisse ou finement zébré horizontalement. Pour lever tout doute, il suffit d'effectuer une coupe verticale ; le chapeau du Morillon est relié à sa moitié au pied, alors que celui de la Verpe de Bohème est connecté uniquement tout en haut du pied, tombant sur toute sa longueur. La même chose peut s'appliquer dans un moindre degrés avec la Verpe conique (Verpa conica). Les Verpes partagent la même comestibilité et toxicité que les Morilles, cependant leur valeur culinaire est généralement considérée comme inférieure.
Il faut surtout prendre garde à ne pas la confondre avec des Gyromitres, notamment les espèces du complexe du Gyromitre commun (Gyromitra esculenta), dont certaines possèdent un pied plutôt élancé. Cependant, le chapeau des Gyromitres n'est pas du tout alvéolé et est clairement cérébriforme.